# 劉燕卿
劉燕卿，SBS，JP（1951年3月22日—），曾任香港申訴專員，1968年畢業於麗澤中學中五年級，後畢業於香港中文大學社會學系，1974年加入消費者委員會為研究主任，並獲擢升為研究部首席主任、副總幹事及於2007年4月起擔任總幹事。
劉燕卿於2011年5月以消委會總幹事身份再獲選為國際消費者聯會理事會成員及連續第六屆獲邀為執委會成員。國際消費者聯會是全球獨立的消費者組織聯盟，成員共有220個來自115個國家的消費者組織，當中理事成員及執委成員有14及7位。
劉燕卿亦代表消委會擔任多項本港公職，包括是立法規管一手住宅物業銷售督導委員會、地産代理監管局、旅行代理商諮詢委員會、旅遊業賠償基金管理委員會、競爭政策諮詢委員會、食物安全專家委員會、香港存款保障委員會、及政府健康與醫療發展諮詢委員會工作小組委員。
2011年1月，劉燕卿獲香港科技大學商學院頒授，成為國際組織國際商學榮譽學會科大分會的榮譽會員。科大每年均會邀請兩名傑出業界領袖成為榮譽會員，表揚他們對所屬行業，社會及教育事務的重大貢獻，可作下一代的楷模。
2011年7月1日，劉燕卿獲香港特別行政區政府行政長官委任為非官守太平紳士。
2012年11月16日，劉燕卿退任消委會總幹事。到了2014年3月17日，政府委任她出任申訴專員，4月1日生效，任期五年。
2019年7月獲頒銀紫荊星章。
2022年7月1日，劉燕卿獲委任為香港存款保障委員會主席。

## 外部参考
- 香港雜誌Take Me Home: 牙尖咀利劉燕卿，捍衛消費者權益[永久]
- 麗澤中學: 恭賀本校校友劉燕卿女士獲委任為消費者委員會總幹事
- 劉燕卿獲委任非官守太平紳士 （页面存档备份，存于）
- Beta Gamma Sigma HKUST Chapter Eleventh Member Induction （页面存档备份，存于）

| 前任： 陳黃穗 | 消費者委員會總幹事 2007年4月1日—2012年11月15日 | 繼任： 黃鳳嫺 |
| 前任： 黎年   | 申訴專員 2014年4月1日 - 2019年3月31日          | 繼任： 趙慧賢 |